# قائمة الفائزين بجائزة الشيخ صباح الأحمد الجابر الصباح
تتضمن هذه المقالة قائمة الحاصلين على جائزة الشيخ صباح الأحمد الجابر الصباح التي تمنحها منظمة الصحة العالمية. وتُمنح جائزة سمو الشيخ صباح الأحمد الجابر الصباح (1929-2020) للبحث في مجال الرعاية الصحية للمسنين وتعزيز الصحة في مؤسسات تعزيز الصحة بدولة الكويت للأفراد أو المؤسسات. تتكون الجائزة من شهادة إنجاز ولوحة مقدمة من مؤسس المنظمة ومبلغ مالي لا يتجاوز 40 ألف دولار أمريكي.  

## قائمة الحاصلين على الجائزة
| السنة | الاسم                                                            | الدولة   |
| ----- | ---------------------------------------------------------------- | -------- |
| 2006  | برنامج التدخل المبكر للذهان                                      | سنغافورة |
| 2008  | زازا ميتريفيلي                                                   | جورجيا   |
| 2008  | تشون تشانتوفيس                                                   | كمبوديا  |
| 2009  | شيخة سالم العريض                                                 | البحرين  |
| 2009  | معهد نوفر للطب المهني                                            | بولندا   |
| 2011  | وانغ دي تشن                                                      | الصين    |
| 2011  | الجمعية التشادية للتواصل من أجل التقدم                           | تشاد     |
| 2012  | الطاهر مدني الشبلي                                               | السودان  |
| 2013  | غيكي وانغ                                                        | الصين    |
| 2015  | علاء الدين محمد الغمراوي                                         | مصر      |
| 2016  | ميشال نوفاك                                                      | سلوفاكيا |
| 2018  | جمعية البدر، جمعية مرضى السرطان                                  | الجزائر  |
| 2019  | معهد أبحاث الشيخوخة والهشاشة لدى المسنين في مستشفى لاباز         | إسبانيا  |
| 2020  | غاندهيلد فالديمار                                                | الدنمارك |
| 2021  | المركز الوطني لعلم الشيخوخة                                      | الصين    |
| 2022  | هنادي خميس مبارك الحمد                                           | قطر      |
| 2023  | المركز الوطني لمكافحة الأمراض المزمنة وغير السارية والوقاية منها | الصين    |
| 2023  | عبلة محيو السباعي                                                | لبنان    |